# ジョガニ
ジョガニ（セルビア語:Ђогани / Ðogani）、旧称ジョガニ・ファンタスティコ（Ðogani Fantastiko / Giogani Fantastico）はセルビアのフォーク・ポップ・ダンス・ミュージックのデュオ。旧ユーゴスラビア圏を中心に知られている。
メンバーはジョルジェ・ジョガニ（Ђорђе Ђогани / Đorđe Đogani ）、通称ジョレ・ジョガニ（Ђоле Ђогани / Đole Đogani）と、その妻のヴェスナ・トリヴィッチ＝ジョガニ（Весна Тривић - Ђогани / Vesna Trivić - Đogani）である。
ジョレとヴェスナには2006年7月2日生まれの息子が1人いる。

## 来歴
ジョルジェ・ジョガニは出生名ハミト・ジョガイ（アルバニア語:Hamit Gjogaj、セルビア語:Хамит Ђогај / Hamit Ðogaj）、当時はユーゴスラビアであったセルビアのベオグラード、ミリイェヴォ（Mirijevo）の出身である。ジョレはベオグラードのミリイェヴォで4人の兄弟と4人の姉妹とともに育った。ジョレは1976年から1982年までツルヴェナ・ズヴェズダ運動クラブに属し、ユーゴスラビアを代表する運動選手であった。ジョレは7年間にわたってザグレブに住む。その後、姓のジョガイにちなんだニックネームであったジョレに基づき、自身の名をジョルジェと改める。ジョレは民族的にはアッシュカリー（アルバニア語を話すジプシー）であり、文法的に正しいセルビア語を話す上では大きな困難があった。そのため、ジョレはベオグラードのスラングを使用する、名詞の格を間違えるなどの話し方で知られている。ジョレの3人の弟たちもダンス・ミュージックの世界で成功を収め、それぞれファンキーG,
B3、Trik FXなどのバンドを率いる立場にある。
ヴェスナ・ジョガニ（旧姓トリヴィッチ）は当時ユーゴスラビアのセルビア、ベオグラード、ヴォジュドヴァツ（Voždovac）の出身である。
かつてこのデュオの女声パートをつとめたのは、ジョレの前の妻のスラジャナ・デリバシッチ、通称スラジャであった。

## アルバム
ジョレとスラジャによるジョガニ・ファンタスティコ:
- Storm（1993)
- Idemo Na Mars（1994年）
- Pronadji Sebe（1995年）
- Granice Nema（1997年）
- Bensedin（1998年）
- Da, To Je To（2000年）
- Ostavljena Bez Nade

ジョレとヴェスナによるジョガニ:
- Novi Dani（2001年）
- Dok Ja Ljubim...（2003年）
- Đogani（2005年）
- The Best Of（2006年、City Records）
- Ljubav Moja（2007年）